# 악토르
악토르(그리스어: Ἄκτωρ)는 그리스 신화에 자주 등장하는 이름이다. 악토르는 ‘이끌다’, ‘데리고 다니다’ 라는 뜻의 그리스어 동사 άγω에서 기원한 ‘지도자’, ‘이끄는 자’ 라는 뜻이다.
1. 악토르 : 퓌티아의 왕 또는 뮈르미돈의 왕
2. 악토르 : 아이기나와 결혼하여 메노이티오스를 낳음. 즉, 파트로클로스의 할아버지.[1]
3. 악토르 : 아제우스의 아들, 그의 쌍둥이 아들들이 트로이아 전쟁에서 미니얀 군을 이끌고 참전함.
4. 악토르 : 보프바스의 아들, 엘리스의 왕
5. 악토르 : 히파소스의 아들, 아르고나우타이 중의 한 사람
6. 악토르 : 오이높스의 아들, 테바이를 공격한 일곱 장수에서 테바이를 방어하는 사람 중 하나.
7. 악토르 : 헤라클레스의 동료인 스테넬로스의 아버지
8. 악토르 : 아이네이아스와 함께 유랑생활에서 동료 중의 하나.[2]
9. 악토르 : 에케클레스의 아버지
10. 악토르 : 테바이를 공격한 일곱 장수의 전사 중의 하나.
11. 악토르 : 테살리아의 결혼식에서 켄타우로스와 싸우다가 죽은 라피타이인 중의 하나.[3]